# Nadolnik (województwo kujawsko-pomorskie)
Nadolnik (niem. Niedermühl) – osada w Polsce, położona w województwie kujawsko-pomorskim, w powiecie tucholskim, w gminie Tuchola na obszarze Borów Tucholskich. Wieś jest częścią składową sołectwa Raciąż.
W latach 1975–1998 miejscowość położona była w województwie bydgoskim.